# Балдза
Балдза (греч. Μπάλτζα или Сиври-Тепе, Σιβρί Τεπέ) — низкий хребет в Греции, на левом берегу Галикоса, к северу от Ореокастрона и Салоник, к юго-востоку от озера Пикролимни. Высочайшая вершина — Балдза высотой 561 м над уровнем моря. Является продолжением гор Хортиатис (Кисос), от которых отделён перевалом Дервени.